# Bùi Đức Hinh
Bùi Đức Hinh (sinh ngày 13 tháng 9 năm 1968) là người Mường, chính trị gia nước Cộng hòa xã hội chủ nghĩa Việt Nam. Ông hiện là Phó Bí thư thường trực Tỉnh ủy Hòa Bình, Chủ tịch Ủy Ban Nhân Dân Tỉnh Hòa Bình. Ông nguyên là Phó Chủ tịch Ủy ban nhân dân tỉnh Hòa Bình; Bí thư Đảng ủy, Giám đốc Sở Kế hoạch và Đầu tư tỉnh Hòa Bình; Bí thư Huyện ủy huyện Cao Phong, tỉnh Hòa Bình.
Bùi Đức Hinh là Đảng viên Đảng Cộng sản Việt Nam, học vị Cử nhân Vật giá, Cử nhân Kế toán, Thạc sĩ Quản lý công, Cao cấp lý luận chính trị. Ông là chính trị gia người dân tộc thiểu số vùng cao Tây Bắc Bộ với sự nghiệp ở Hòa Bình.

## Xuất thân và giáo dục
Bùi Đức Hinh sinh ngày 13 tháng 9 năm 1968 tại xã Liên Vũ và Vụ Bản, nay là thị trấn Vụ Bản, huyện Lạc Sơn, tỉnh Hòa Bình, trong một gia đình người Mường, quê quán tại xã Kim Lập, huyện Kim Bôi, tỉnh Hòa Bình. Ông lớn lên và tốt nghiệp 12/12 ở Lạc Sơn, sau đó theo học đại học từ năm 1986, ngành tài chính, nhận bằng Cử nhân chuyên ngành Vật giá. Từ tháng 4 năm 1996 đến tháng 4 năm 1996, ông tới Thành phố Hồ Chí Minh, theo học hệ tập trung ngành kinh tế tại Trường Đại học Kinh tế Thành phố Hồ Chí Minh, nhận bằng Cử nhân chuyên ngành Kế toán. Sau đó, ông theo học cao học và nhận bằng Thạc sĩ chuyên ngành Quản lý công. Bùi Đức Hinh được kết nạp Đảng Cộng sản Việt Nam vào ngày 3 tháng 1 năm 1997, trở thành đảng viên chính thức vào ngày 3 tháng 1 năm 1998. Trong quá trình hoạt động Đảng và Nhà nước, ông theo học các khóa tại Học viện Chính trị Quốc gia Hồ Chí Minh, nhận bằng Cao cấp lý luận chính trị. Nay, ông cư trú tại số 662, đường Trần Hưng Đạo, phường Phương Lâm, thành phố Hòa Bình.

## Sự nghiệp

### Các giai đoạn
Tháng 3 năm 1992, sau khi tốt nghiệp đại học, Bùi Đức Hinh trở về quê nhà Hòa Bình và bắt đầu sự nghiệp với vị trí cán bộ Ban Tài chính và Thương nghiệp huyện Kim Bôi. Tháng 10 cùng năm, ông được chuyển sang làm Cán bộ Phòng Thanh tra, Cục thuế tỉnh Hòa Bình. Tháng 3 năm 1995, ông là Chuyên viên Phòng Cấp phát, Cục Đầu tư phát triển tỉnh Hòa Bình, tham gia công tác thanh niên với vị trí Ủy viên Thường vụ Đoàn Thanh niên Dân chính Đảng tỉnh, Bí thư Chi đoàn Cục Đầu tư phát triển tỉnh. Tháng 1 năm 2000, ông được điều sang Kho bạc Nhà nước tỉnh Hòa Bình, là Chuyên viên Phòng Thanh toán vốn đầu tư, đồng thời là Phó Chủ tịch Công đoàn, Phó Bí thư Chi đoàn Văn phòng Kho bạc tỉnh, Ủy viên Ban Chấp hành Hội Liên hiệp Thanh niên Việt Nam tỉnh Hòa Bình.
Tháng 6 năm 2003, Bùi Đức Hinh được điều chuyển làm Chuyên viên Văn phòng Ủy ban nhân dân tỉnh Hòa Bình, được thăng chức làm Phó Chánh Văn phòng, đồng thời là Chủ tịch Công đoàn Văn phòng từ tháng 8 năm 2005. Ông là Ủy viên Ban chấp hành Đảng bộ Văn phòng, Ủy viên Ban Chấp hành Công đoàn viên chức tỉnh, Ủy viên Ban Chấp hành Đảng bộ Khối các cơ quan tỉnh và là Bí thư Chi bộ Văn phòng từ tháng 7 năm 2010. Tháng 10 năm 2005, tại Đại hội Đảng bộ tỉnh Hòa Bình lần thứ 15, ông được bầu làm Ủy viên Ban Chấp hành Đảng bộ tỉnh khóa XV. Tháng 11 năm 2013, Tỉnh ủy Hòa Bình điều chuyển ông tới huyện Cao Phong, vào Ban Thường vụ Huyện ủy, nhậm chức Bí thư Huyện ủy Cao Phong, tỉnh Hòa Bình.

### Hòa Bình
Tháng 5 năm 2015, Bùi Đức Hinh được điều trở lại Ủy ban nhân dân tỉnh, nhậm chức Bí thư Đảng ủy, Phó Giám đốc Sở Kế hoạch và Đầu tư tỉnh Hòa Bình, và là Giám đốc sở từ tháng 11 cùng năm. Tháng 3 năm 2019, Tỉnh ủy Hòa Bình tổ chức hội nghị, bầu bổ sung ông làm Ủy viên Ban Thường vụ Tỉnh ủy, sau đó ông được Thủ tướng Nguyễn Xuân Phúc phê chuẩn bổ nhiệm làm Phó Chủ tịch Ủy ban nhân dân tỉnh Hòa Bình. Tháng 10 năm 2020, tại Đại hội Đảng bộ tỉnh Hòa Bình lần thứ 17, ông tái đắc cử là Thường vụ Tỉnh ủy, được bầu làm Phó Bí thư thường trực Tỉnh ủy Hòa Bình khóa XVII. Ông được phân công làm Bí thư Đảng đoàn, giới thiệu sang Hội đồng nhân dân và được bầu làm Chủ tịch Hội đồng nhân dân tỉnh Hòa Bình vào ngày 11 tháng 11 năm 2020, tái đắc cử vị trí này của Hội đồng nhân dân tỉnh khóa XVII, nhiệm kỳ 2021 – 2026.

## Khen thưởng
Trong sự nghiệp, Bùi Đức Hinh được trao một số giải thưởng như:
- Bằng khen của Thủ tướng Chính phủ, 2010;
- Huân chương Lao động hạng Ba, 2012;